# GMG Aviation
GMG Aviation è una compagnia aerea d'elicotteri italiana fondata nel 2019. I principali servizi offerti sono la manutenzione, il trasporto di passeggeri e l'esecuzione di tour in elicottero, la consulenza tecnica, la gestione operativa e la formazione.

## Basi operative
La sede operativa principale è situata presso l'Aeroporto Dei Parchi a L'Aquila. 
Possiede una base operativa secondaria presso l'Aeroporto Giovanni Nicelli di Venezia, dove svolge operazioni di trasporto passeggeri e tour

## Elicotteri operati
GMG Aviation con degli: AS350, Aw109, Aw119
1. ↑   GMG AVIATION SOCIETA' A RESPONSABILITA' LIMITATA, Partita IVA: 02068460662, Fatturato, Dipendenti, PEC, su www.ufficiocamerale.it. URL consultato il 25 giugno 2025.
2. ↑   Chi siamo | GMG Aviation, su GMG Aviation. URL consultato il 24 giugno 2025.
3. ↑  (IT) Tour in elicottero su Venezia, su GMG Aviation. URL consultato il 26 giugno 2025.